# 潘矩楹
潘 矩楹（はん くえい）は清末民初の軍人。北京政府、直隷派に属した。字は丹庭。

## 事績
新建陸軍に加入後、日本へ留学し、陸軍士官学校第3期歩兵科を卒業した。帰国後は順調に昇進し、1911年（宣統3年）には、第20鎮統制に就任した。
1914年（民国3年）4月、帰化城副都統に就任する。同年7月、綏遠都統に昇進した。1915年（民国4年）12月、袁世凱が皇帝に即位した際には、一等男に封じられた。1916年（民国5年）10月、綏遠都統を辞任している。
袁世凱死後、潘矩楹は直隷派に属した。1918年（民国7年）、川湘贛粤四省経略使署参謀長となる。1920年（民国9年）には、直豫魯巡閲使署参謀長をつとめた。同年11月、北京政府高等顧問に異動する。民国10年（1921年）7月、署理北京政府航空署署長となった。1923年（民国12年）11月、張作霖の高等顧問となった。
以後、潘矩楹の行方は不詳である。

## 注
1. ↑  徐友春主編『民国人物大辞典 増訂版』2550頁による。Who's Who in China 3rd ed.,p.621は1876年とする。